# La dueña (1984)
La dueña é uma telenovela venezuelana produzida e exibida pela Venezolana de Televisión em 1984. 
A trama é original de José Ignacio Cabrujas e Julio César Mármol e foi baseada no conto O Conde de Monte Cristo. 
Foi protagonizada por Amanda Gutiérrez e Daniel Alvarado e antagonizada por Luis Salazar e María Cristina Lozada.

## Sinopse
Em 1929, um grupo de homens desembarca nas praias venezuelanas dispostos a derrubar o tirano Juan Vicente Gómez. Essa tentativa falha e os revolucionários são perseguidos e mortos. Esteban Rigores, um deles, é gravemente ferido e acreditando que vai morrer, ele pede ao fiel servo Basilio que procure sua filha Adriana e lhe dê os papéis que farão dela dona de uma grande fortuna.
Basilio nunca viu Adriana e não sabe onde procurá-la. Começa na casa de Beatriz, mãe de Adriana e esposa de um ministro de Gómez. Beatriz lhe diz que a menina morreu, mas Basilio não acredita nela e vai para a casa de Alejandro Téllez, o velho amigo de Esteban e lá encontra uma órfã chamada Adriana, que mora na casa da família Téllez.
Adriana não conhece suas origens e entrega a Alejandro os papéis que Basilio lhe deu, já que estão em inglês. Alejandro se assusta ao ver que sua acolhida é uma rica herdeira. O arrogante capitão Maurício Lofriego, noivo de María Eugenia, está interessado em Adriana e ela, apesar de si mesma, lhe corresponde. Mauricio rompe seu compromisso com María Eugenia e passa a noite com Adriana.
Alejandro o vê sair do quarto de Adriana e decide se vingar da menina pela afronta que ela fez à sua família. Ele manda raptar Adriana e a tranca num manicômio obscuro do Dr. Scourge, um médico louco que cuida de desaparecer a todos que incomodam a aristocracia venezuelana.
Adriana consegue fugir do manicômio, mas dias depois  sofre um acidente num incêndio e é dada como morta. Sabendo que ela tem um pai, foge para Paris para conhecê-lo. Este, um homem multimilionário, ajuda sua filha, que retorna alguns meses para Caracas, utilizando o nome de Ximena Saenz. Ela está determinada a fazer uma vingança bem planejada contra as famílias que a trancaram e ajudar seus antigos amigos.

## Elenco
- Amanda Gutiérrez - Adriana Rigores / Ximena Saenz
- Daniel Alvarado - Capt. Mauricio Lofiego
- María Cristina Lozada - Purificación Burgos
- Luis Salazar - Alejandro Tellez
- Héctor Mayerston - Esteban Rigores
- Fina Rojas - Elvira
- Mariela Alcalá - María Eugenia Tellez
- Helianta Cruz - Beatriz Ayala
- Eliseo Perera - Salvador Asensio
- Omar Omaña - Abelardo Lofiego
- Teresa Selma - Doña Asunción
- Carlota Sosa - María Consuelo Tellez
- Daniel López - Carlos Alberto
- Lucio Bueno - Radamés Orellana
- Ramón Hinojosa - Cirilo
- Ana Castell - María Benita
- Mario Brito - Basilio
- Leopoldo Regnault - Saúl
- Eduardo Gadea Pérez - Manuel Antonio Lofiego
- Olga Henríquez - Encarnación
- Agustina Martín - Mercedes Antonini
- Flor Elena González - Eloisa Lofiego
- Carlos Acosta - Javier Perentena
- Rafael Briceño - Gen. Juan Vicente Gómez
- María Luisa Lamata - Teresa de Ayala
- Freddy Salazar - Gonzalo Ayala
- Guillermo Montiel - Dr. Melquiades Iturriza "Dr. Azote"
- William Moreno - Ildemaro
- Eleazar Soto  - Padre Borges

## Versões
- Dueña y señora - Novela porto-riquenha produzida pela Telemundo em Porto Rico em 2006 e protagonizada por Karla Monroig e Ángel Viera.

- La patrona - Telenovela produzida pela Telemundo em 2013 e protagonizada por Aracely Arámbula, Jorge Luis Pila e Christian Bach[3].

- Santa Bárbara - Telenovela portuguesa produzida pela TVI em 2015 e protagonizada por Benedita Pereira, Albano Jerónimo e São José Correia.

- O Outro Lado do Paraíso - Telenovela brasileira produzida pela Rede Globo em 2017 e protagonizada por Bianca Bin, Rafael Cardoso e Marieta Severo.
- Minas de pasión - Telenovela mexicana produzida pela Televisa em 2023 e protagonizada por Livia Brito, Osvaldo de León e Anette Michel.